# Маленька Британія
«Мале́нька Брита́нія» також відомий українською як «Малобританія» та «Українська Британщина» (англ. Little Britain) — британське сатиричне скетч-шоу, що вперше з'явилося на радіо BBC, а потім і на телебаченні. Авторами ідеї та виконавцями головних ролей стали Девід Вольямс і Метт Лукас. Назва шоу є алюзією на назву «Велика Британія». Скетчі оформлені у вигляді розповіді про жителів Великої Британії. На початку кожної історії ідуть коментарі оповідача, який розповідає про «людей Британії».
В Україні серіал транслював телеканал Мега. У березні 2022 року BBC знову зробила "Маленьку Британію" доступною для перегляду на BBC iPlayer, при цьому деякі з найбільш суперечливих персонажів були вирізані з оригінального релізу.

## Основні персонажі

### Лу Тодд і Енді Піпкін
Ендрю (англ. Andrew Pipkin; Метт Лукас), симулює параліч ніг і недоумство, безсоромно користується добротою свого друга Луї Тодда (англ. Luis Todd; Девід Вольямс), який доглядає за ним. Більшість гегів побудовані на діях, які Енді робить за спиною Лу (лазіння по деревах, стрибки з парашутом, катання на водних лижах).

### Керол Бір
Персонаж, на ім'я Керол Бір (англ. Carol Beer; Девід Вольямс) символізує клерка з нескінченими байдужістю і презирством до клієнта. Де б не працювала ця дівчина — в банку, туристичній фірмі) — вона завжди відмовляє відвідувачам в їх проханнях, посилаючись на комп'ютер (рефреном є фраза «Комп'ютер говорить „Ні!“»). Презирство до клієнта викликає у Керол непереборне бажання кашлянути йому в обличчя після розмови.

### Марджорі Довес
Марджорі Довес (англ. Marjorie Dawes; Метт Лукас) — керівник групи зі схуднення «Борці з жиром» (англ. Fat Fighters). Основний метод боротьби для Марджорі — знущальне приниження членів групи, яких вона ненавидить так, що не в змозі це приховати. Негативна характеристика персонажа доповнюється іноді його прихованою обжерливістю і неконтрольованими нападами гніву через заздрощі або ревнощі.

### Едді (Емілі) Ховард
Едді Ховард (англ. Eddie Howard; Девід Вольямс) — трансвестит, який заперечує те, що він чоловік, ходить одягненим в сукні вікторіанської епохи. Гумор побудований на абсурдних обставинах, в яких він опиняється, повторюючи фразу «Я — леді». У більшості серій з'являється разом з вусатим другом-трансвеститом Фредом, що представляється як «Флоренс» (Метт Лукас).

### Доктор Лоуренс і Енн
Лікар психіатричної лікарні ім. Стівена Спілберга доктор Лоуренс (англ. Lawrence; Метт Лукас) намагається демонструвати інспекторові закладу уявні успіхи в лікуванні хворих на прикладі пацієнтки Енн (англ. Anne; Девід Вольямс). Однак, божевільні дії Енн руйнують видимість благополуччя.

### Себастьян Лав і прем'єр-міністр
Себастьян Лав (англ. Sebastian Love; Девід Вольямс) — помічник прем'єр-міністра Великої Британії Майкла Стівенса (Ентоні Гед), гей, закоханий у свого начальника. В останньому сезоні серіалу Себастьян сам стає прем'єр-міністром.

### Містер Манн
Містер Манн (англ. Mr. Mann; Девід Вольямс) — узагальнений образ «шкідливого покупця», який дошкулює продавцям безглуздими вимогами до товару, щоб знайти привід піти без покупки. Комічний ефект посилений тим, що і приміщення магазину, і продавець — Рой (англ. Roy; Метт Лукас) і його дружина Маргарет — одні й ті ж у всіх скетчах; змінюється тільки асортимент (і, відповідно, купівельні претензії Містера Манна). Виділений гумористичний рефрен — момент консультації Роя з Маргарет: Рой задкує до задніх дверей, посилено намагаючись не втрачати товар і покупця з уваги, і задає дружині питання (як правило, пов'язане з внутрішнім асортиментом магазина). Після напруженої затримки, він отримує цілком кваліфіковану відповідь. Маргарет ніколи не з'являється в кадрі, чути тільки її голос; в одному зі скетчів це пояснюється тим, що у неї немає рук і ніг.

### Рей МакКуні
Рей МакКуні (англ. Ray McCooney; Девід Вольямс) — господар приватного готелю в Шотландії, який розмовляє з клієнтами, використовуючи різні загадки, недомовки й граючи на флейті-пікколо.

### Даффід Томас
Даффід Томас (англ. Daffyd Thomas; Метт Лукас), 25-річний житель шахтарського селища, який наполегливо намагається привернути увагу оточуючих, оголошуючи себе геєм (судячи з усього, безпідставно), до того ж «єдиним геєм в селі» (що неодноразово викривається) і гей-активістом (на тлі повної толерантності або байдужості своїх земляків).

### Пет і Дон
Сімейна пара, що обідає в індійському ресторані. Дон постійно замовляє гострі страви, покуштувавши яких, починає говорити різними голосами, вимовляючи цитати з різних фільмів.

### Вікі Поллард
Вікі Поллард (англ. Vicky Pollard; Метт Лукас) — дівчинка-підліток, гопник, яка замість відповіді на поставлені їй питання починає дуже швидко розповідати вигадані буквально «на ходу» плітки.

### Єн і Єн
Персонажі, що завершували кожну серію першого сезону. Вони намагаються побити всілякі світові рекорди, але їм заважають це зробити різні умови, необхідні для того, щоб рекорд був зарахований (наприклад, зріст найвищої людини має бути виміряно без врахування капелюха-циліндра).

## Українське багатоголосе закадрове озвучення
Українською мовою серіал озвучено студією BaibaKo у 2010 році (студія переклала назву українською як Українська Британщина).
Українською мовою серіал озвучено студією Так Треба Продакшн у 2011 році (студія переклала назву українською як Малобританія) на замовлення телеканалу МЕГА.

## Відгуки кінокритиків
Шоу, в особливості другий і третій сезони, критикували за упереджене ставлення до меншин. Наприклад,  Йоганн Харі писав:

Маленька Британія стала засобом для двох багатих дітей зробити себе ще багатшими шляхом знущання з найбідніших людей Великої Британії. Вони поставили перед собою за мету дражнити тих, кого дражнити легше всього: інвалідів, бідняків, людей похилого віку, геїв і товстунів. Одним махом вони знищили захист від знущань, створюваний протягом десятиліть.
Оригінальний текст (англ.)
[ Little Britain has been a vehicle for two rich kids to make themselves into multi-millionaires by mocking the weakest people in Britain. Their targets are almost invariably the easiest, cheapest groups to mock: the disabled, poor, elderly, gay or fat. In one fell swoop, they have demolished protections against mocking the weak that took decades to build up.] Помилка: {{Lang}}: текст вже має курсивний шрифт (допомога)
— Йоган Гарі
Подібне написав і Фергус Шеппард (англ. Fergus Sheppard) в The Scotsman:

Останні серії хітової комедії BBC «Little Britain» можуть притягати рекордні кількості глядачів, але вони також викликають і немислимий хор критики з заявами, що шоу «загубилося», торгуючи туалетним гумором в пошуках дешевого сміху, і стає все більш образливим.
Оригінальний текст (англ.)
[ The latest series of the hit BBC comedy Little Britain may be hauling in record viewing figures, but it has also sparked a previously unthinkable chorus of criticism, with claims that the show has lost its way, trading early ingenuity for swelling amounts of toilet humour in the search for cheap laughs, and becoming increasingly offensive.] Помилка: {{Lang}}: текст вже має курсивний шрифт (допомога)
— The Scotsman 
Програма стала популярна серед дітей, попри те, що показувалася в пізній час. Через це вона також піддавалася критиці від вчителів, які говорили, що програма змушує копіювати поведінку з дитячого майданчика.
Більшість скетчів дуже схожі і мають практично однаковий сюжет, що примушує людей критикувати і Little Britain USA, як варіант оригінальної програми з невеликими змінами.